# Дубойська сільська рада
Дубойська сільська́ ра́да (біл. Дубайскі сельсавет) — адміністративно-територіальна одиниця у складі Пінського району Берестейської області Білорусі. Адміністративний центр — село Дубе.

## Склад
Населені пункти, що підпорядковувалися сільській раді станом на 2009 рік:
| Населений пункт | Тип  | Населення, осіб (2009) |
| --------------- | ---- | ---------------------- |
| Беркози         | село | 52                     |
| Дубе            | село | 309                    |
| Кончиці         | село | 535                    |
| Перехресття     | село | 2                      |
| Сосновичі       | село | 53                     |
| Стаховичі       | село | 127                    |

## Населення
За переписом населення Білорусі 2009 року чисельність населення сільської ради становила 1078 осіб.

### Національність
Розподіл населення за рідною національністю за даними перепису 2009 року:
| Національність                | Осіб | Відсоток |
| ----------------------------- | ---- | -------- |
| білоруси                      | 1001 | 92,86 %  |
| українці                      | 34   | 3,15 %   |
| росіяни                       | 33   | 3,06 %   |
| цигани                        | 3    | 0,28 %   |
| національність не повідомлена | 3    | 0,28 %   |
| поляки                        | 1    | 0,09 %   |
| узбеки                        | 1    | 0,09 %   |
| казахи                        | 1    | 0,09 %   |
| національність не вказана     | 1    | 0,09 %   |
| Разом                         | 1078 | 100 %    |